# Camponotus luctuosus
Camponotus luctuosus är en myrart som först beskrevs av Smith 1858.  Camponotus luctuosus ingår i släktet hästmyror, och familjen myror. Inga underarter finns listade.